# 쉘 위 댄스 (2004년 영화)
《쉘 위 댄스》(영어: Shall We Dance?)는 미국에서 제작된 피터 첼섬 감독의 2004년 로맨틱 코미디 드라마 영화이다. 리처드 기어, 제니퍼 로페즈, 수전 서랜던 등이 출연하였고, 사이먼 필즈 등이 제작에 참여하였다.

## 출연진
- 리처드 기어
- 제니퍼 로페즈
- 수전 서랜던
- 리사 앤 월터
- 스탠리 투치
- 어니타 질렛
- 보비 캐너발리
- 오마 밀러
- 태머라 호프
- 스타크 샌즈
- 리처드 젱킨스
- 닉 캐넌
- 마이아 해리슨
- 자 룰

## 기타 제작진
- 배역: 리처드 힉스
- 미술: 캐럴라인 해내니아
- 의상: 소피 더래코프